# Тотила
Тотила (гот. 𐍄𐍉𐍄𐌹𐌻𐌰 (Totila), 𐌱𐌰𐌳𐍅𐌹𐌻𐌰 (Badwila); умер в 552) — король остготов (541—552).

## Биография

### Приход к власти
Тотила был племянником (сыном брата) остготского короля Ильдебада. Командуя гарнизоном в Тарбезии (современный Тревизо) и узнав об убийстве своего дяди, он готовился сдаться византийцам, когда готы, недовольные слабым Эрарихом, избрали Тотилу королём (в 541 году, вероятно, в октябре). Вскоре убийство Эрариха избавило Тотилу от соперника.

Возможно, что Тотилу — судя по легендам на монетах и некоторым литературным источникам — на самом деле звали Бадуила (Бадуа), что значит «Борец» или «Боец».
В 543 или, более вероятно, в 542 году Тотила посетил в Монте Кассино св. Бенедикта, но предание так исказило этот факт, что невозможно сказать, какую цель король при этом преследовал. По свидетельству автографа папы Григория Великого, святой предсказал Тотиле срок его правления и дату его смерти.

### Правление

#### Военный талант Тотилы

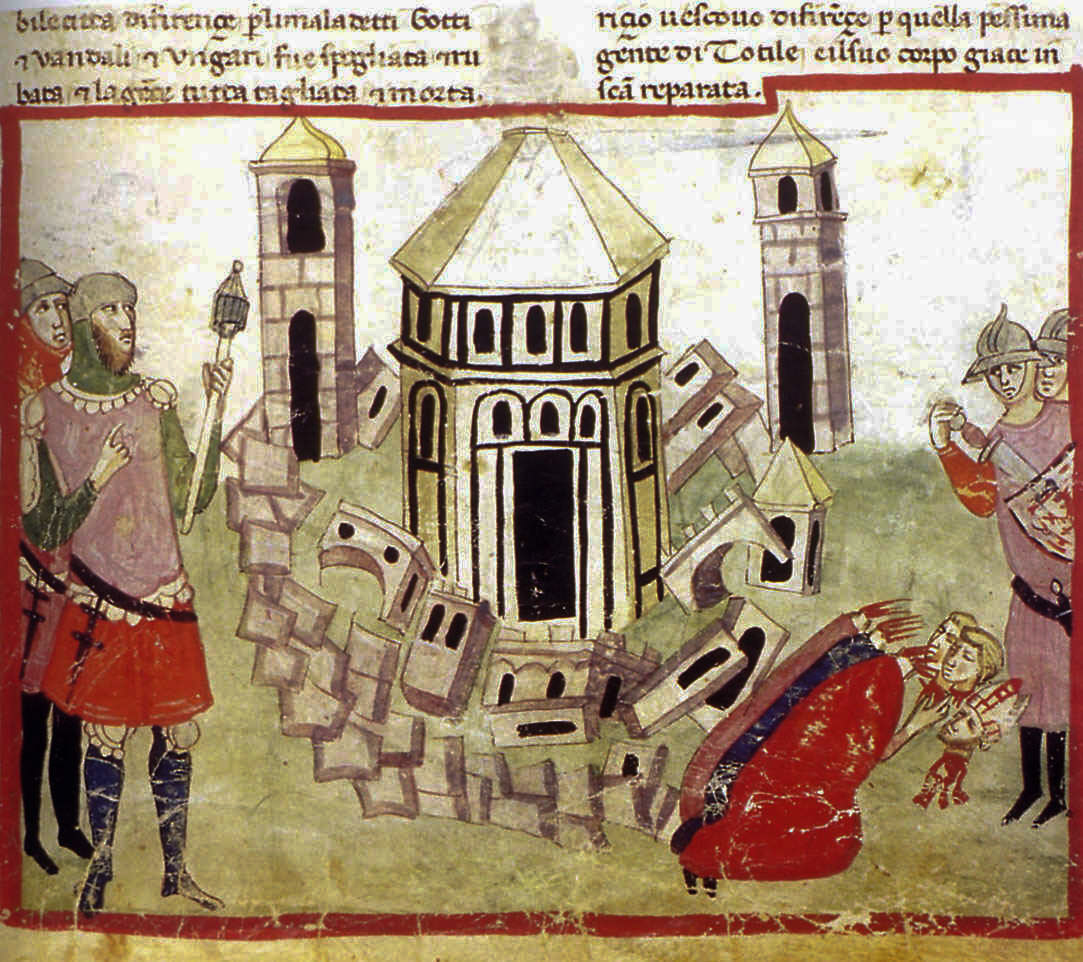
Тотила разрушает Флоренцию

Когда Тотила принял корону, почти весь Апеннинский полуостров находился в руках византийцев. Тотила продолжил военный план Ильдебада и чрезвычайно искусно пользовался отсутствием организации и единства командования в имперских войсках. Согласно Прокопию Кесарийскому, основными силами ромеев одновременно командовали 11 военачальников, которые постоянно ссорились между собой. Юстиниан I, не одобрявший бездействия своих полководцев, послал им в подкрепление отряд персидских военнопленных, присланных Велисарием, и потребовал активизации военных действий. После неудачной попытки овладеть Вероной имперское войско должно было снова возвратиться к Равенне. Тотила со всеми силами, какие только мог собрать (пять тысяч воинов), напал на ромеев и нанёс им весной 542 года поражение в сражении при Фавенции (совр. Фаэнца). С помощью удачного обходного манёвра, главную роль в котором сыграли 300 готских конных копейщиков, он разбил 20-тысячную византийскую армию, остатки которой искали спасения в бегстве и за стенами крепостей. 
Варвары как готского, так и не готского происхождения толпами переходили на сторону Тотилы, и даже один высокопоставленный букцеллярий Велисария Индульф изменил делу императора. За короткое время готская армия снова выросла до 20 000 человек. Вскоре крупные готские силы взяли Цезену и Петру и осадили город Флоренцию, чтобы освободить себе дорогу на Рим. Отступив перед пришедшим на помощь Флоренции императорским войском, готы отошли на расстояние дневного перехода к северу, в долину Муджелло (Муцелла), где наголову разбили противника. С очевидностью обнаружилось, что готский король владеет военным искусством, которого недостаёт императорским полководцам. Военный план Тотилы, совершенно не понятый византийцами и смутивший их, состоял в том, чтобы, не предпринимая осады крепостей, овладеть всеми открытыми областями, изолировать византийские гарнизоны, сидевшие в городах, и лишить их внешних сношений. Если случай или военная хитрость давала Тотиле во владение крепость, он разрушал её стены и сравнивал её с землёй, дабы впоследствии неприятель не нашёл в ней укрытия.
Пока византийская армия, раздробленная на множество крупных и мелких групп, пряталась за стены италийских городов, Тотила оставил в стороне Рим и прорвался в Нижнюю Италию, где императорские полководцы менее всего предполагали его увидеть. Этот край был почти не затронут войной; снабжение не представляло для готов никаких трудностей, и здесь ещё можно было взять богатую добычу. Взяв Беневент и разрушив его, Тотила взял Кумы и подошёл к Неаполю.

#### Перемена настроения италийского населения
Между тем, население Италии, встретившее было с восторгом византийцев как избавителей от варваров и еретиков — готов, горько разочаровалось, когда стало страдать от поборов византийских чиновников. Византийские войска, не получая жалования, бунтовали и не хотели покидать крепостей. Вскоре Бруттий, Лукания, Апулия и Калабрия перешли под власть готов.
Весной 543 года Тотиле сдался Неаполь, хотя Юстиниан I, понимая громадное значение этого морского города, послал на помощь ему вспомогательный отряд и съестные припасы, которые, однако, достались победителю. На сторону Тотилы стало большинство сельского населения, и его военные средства постоянно увеличивались приливом добровольных перебежчиков из имперских отрядов. Его планы и настроение того времени хорошо поясняют письма к сенату и прокламации к римскому населению. Он обещает сенату забвение его антиготской политики, если он соединит на будущее время национальные интересы Италии с готско-королевскими. Прокламации Тотилы разбрасывались в Риме неизвестными людьми и производили большое впечатление. Когда император получил донесение о ходе дел в Италии, он решился снова послать сюда того полководца, который уже ранее прославил себя военными успехами в Италии и который в настоящее время, будучи вызван с Востока, находился не у дел. Хотя Юстиниан не вполне доверял Велисарию, но так как положение в Италии было в высшей степени серьёзным, он снова назначил его главнокомандующим для войны с готами. В ноябре или декабре 544 года Велисарий высадился в Равенне. Немногим позже Тотиле удалось взять Фермо, Асколи, Сполето, Ассизи, Клузий (совр. Кьюзи) и, вероятно, также Ауксим (совр. Озимо). Только Перузия (совр. Перуджа) оставалась римской. В результате этих действий Тотилы для византийцев стало невозможным поддерживать связь Рима с Равенной.

#### Борьба за Рим

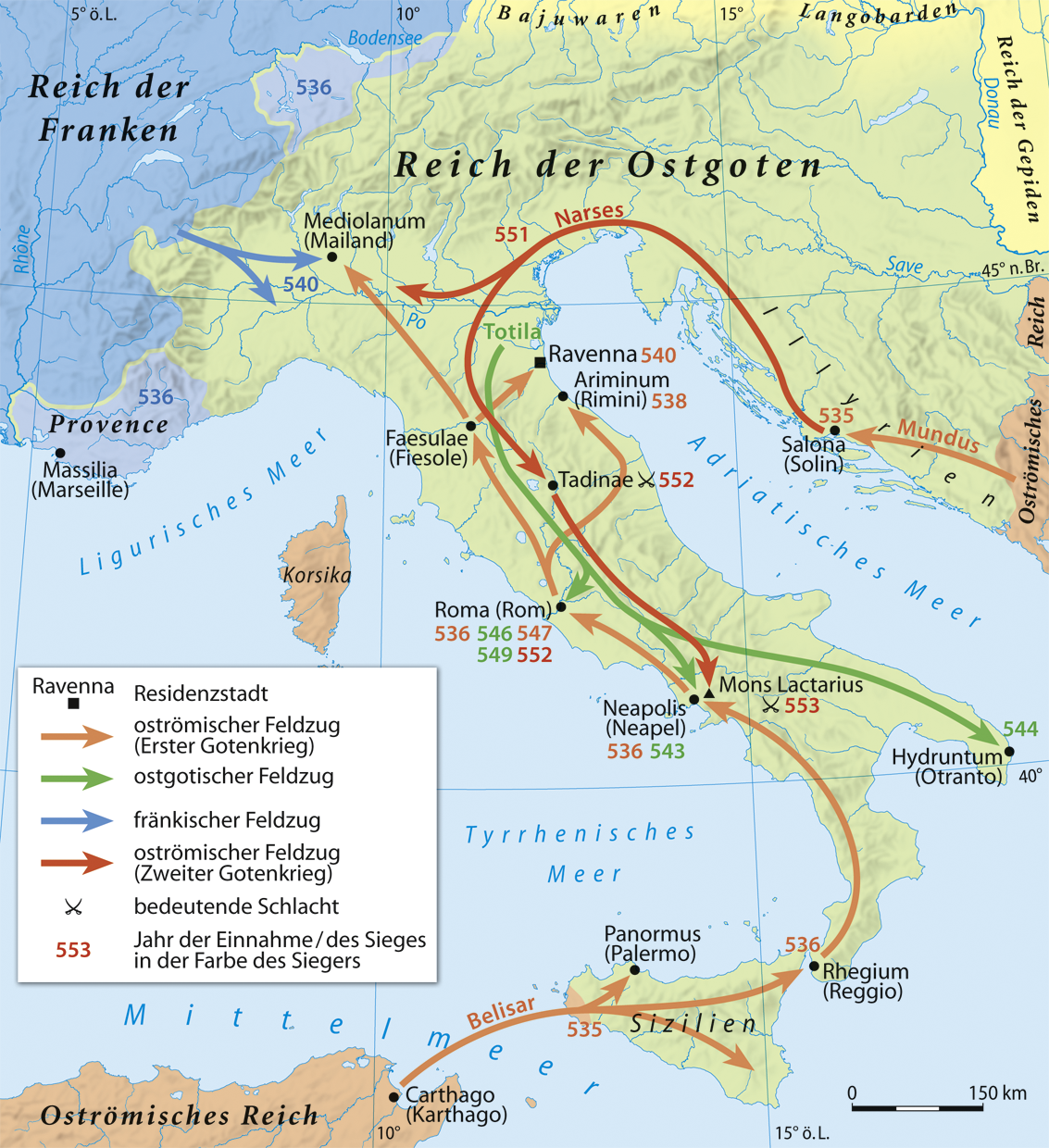
Византийско-готские войны в 535—554 годах

В декабре 545 года Тотила в первый раз осадил Рим. Гарнизон для защиты огромного города насчитывал не более 3000 воинов под предводительством Бесса. Велисарию предстояло во что бы то ни стало выручить осаждённый город, в котором скоро обнаружился недостаток продовольствия. С крайними затруднениями ему удалось собрать небольшую дружину в Далмации и доставить её на кораблях в Остию, но его смелый план пробраться в Рим по Тибру и доставить в город съестные припасы не удался вследствие ошибок подчиненных ему вождей. Велисарий должен был предоставить Рим его собственной судьбе, а 17 декабря 546 года Тотила вошёл в Рим почти без сопротивления. Исаврские солдаты, уже давно не видевшие жалования, открыли ворота готам. Хотя Тотила предложил императору приступить к переговорам о мире, но в Византии были далеки от этой мысли, относясь к Тотиле как к бунтовщику и требуя безусловного подчинения. Тотила не мог долго оставаться в Риме, так как византийцы начали в это время брать перевес в Южной Италии; он принял, было, решение срыть стены города Рима и опустошить его, чтобы лишить Велисария возможности найти в нём защиту, но его остановила мысль о почтенной древности города и национальном его значении. Взяв с собой в заложники некоторых сенаторов и городских нобилей, Тотила оставил Рим почти опустелым и отправился в Южную Италию. Велисарий воспользовался этим и, заняв Рим (апрель 547 года), поспешил частью исправить, частью восстановить его укрепления. Чтобы упрочить своё положение и побудить Юстиниана дать больше средств на итальянскую войну, он послал ему ключи от города и приветствовал с достигнутым без больших жертв важным успехом.
Несомненно, что владение Римом обеспечивало Велисарию и дальнейшие успехи, но подозрительный Юстиниан не давал ему денег и не посылал ему его собственной, преданной ему храброй дружины, которая оставалась в Константинополе. При таких обстоятельствах Велисарий заявил о желании возвратиться в столицу, и ему дано было разрешение вновь покинуть Италию (осень 548 года). Несмотря на значительные успехи, достигнутые Тотилой, по удалении Велисария, на всём театре военных действий, всё же следует сказать, что исход войны склонялся не в пользу готов, хотя готы имели даже флот (им командовал Индульф, перебежчик из ближайшего окружения Велисария), который летом 549 года пересёк Адриатику и опустошил Далмацию .
С лета 549 по 16 января 550 года Тотила снова осаждал Рим. И во второй раз город пал из-за измены исаврийских солдат, которым не заплатили жалование. После захвата города Тотила пытался восстановить в нём обычную городскую жизнь: снабдил его хлебом, стал давать представления в цирке, призвал в город разбежавшихся сенаторов и торговых людей. В то же время, имея в своем распоряжении достаточно судов, он направил в Южную Италию военные отряды и вытеснил византийцев из Тарента и Регия. В мае 550 года он высадился в Сицилии и, заставив византийский гарнизон запереться в Мессене, не встретив сопротивления, прошёл по всему острову. Сицилию Тотила сделал опорным пунктом для нападения на Византию. Другое готское войско взяло на севере Аримин, а императорские войска потерпели тяжёлое поражение под Равенной. Весной 551 года триста готских кораблей опустошили Корфу и Эпир.

#### Завершающий этап войны. Смерть Тотилы

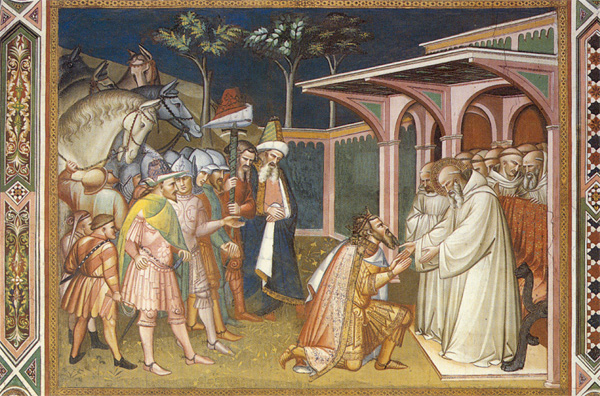
Святой Бенедикт и Тотила

Наконец, Юстиниану наскучила безнадежно затянувшаяся итальянская война. В апреле 551 года главнокомандующим в Италию был назначен евнух Нарсес, который выговорил от императора обещание, что ему не будет отказано в необходимых для ведения войны средствах. Диверсия готов в Эпир принесла им мало пользы, а флот, блокировавший Анкону, был уничтожен византийцами. Сицилия была потеряна. Это ослабило мужество готов, потерявших при Анконе свои лучшие силы. Снова Тотила попросил мира, указывая на общую опасность со стороны франков, предлагал ежегодную дань, освобождение Далмации и Сицилии и помощь императору во всех его войнах, но и на этот раз получил отказ.
Чтобы предупредить вторжение Нарсеса, Тотила захватил Сардинию с Корсикой и послал на север готский отряд под начальством Тейи. В апреле 552 года Нарсес с тридцатитысячным войском двинулся через Далмацию и Истрию в Италию. Венеция находилась в руках франков, которые отказались пропустить византийское войско, так как Нарсес вёл с собой их «смертельных врагов» — пять тысяч пятьсот лангобардов. Кроме того, комит Тейя, который как комендант Вероны был также командующим большим готским войском, приказал затопить Постумиеву дорогу и сделать все возможные подходы непроходимыми. Но ни франки, ни готы не позаботились о береговой линии, которая из-за многочисленных болот и устьев рек считалась непригодной для перехода.
В результате Нарсес морским берегом обошёл позиции Тейи и 6 июня 552 года вошёл в Равенну. Одновременно готы потеряли свои позиции и в Южной Италии. Военно-морские силы Византии переместили постоянный гарнизон Фермопил в Бруттий (совр. Калабрия), где готы потерпели в битве при Кротоне сокрушительное поражение. Тотила встретился с неприятелем у подошвы Апеннинского хребта, при городке Гуальдо Тадино (Тагине). В конце июня — начале июля 552 года на плоскогорье Буста Галлорум (лат. Busta Gallorum — «Могила галлов») состоялась историческая битва, положившая конец правлению Тотилы.
Нарсес поставил полумесяцем не менее 8000 лучников, расположив их с учётом особенностей плохо обозреваемой местности. За ним стояла византийская фаланга и союзные варвары, в основном лангобарды и эрулы. Очень небольшая конница греков (численностью 1500 человек) должна была служить тактическим резервом и преследовать отступающего противника. Тотила же, располагая меньшей численностью войска, чем его противник, напротив, сделал главную ставку на свою многочисленную конницу, которая внезапной атакой должна была смять пехоту византийцев. Однако конная атака при «Могиле галлов» захлебнулась под градом стрел императорских лучников, и это место стало «могилой готов». В битве погибло 6000 готов.
Об обстоятельствах смерти самого Тотилы существуют две версии. Согласно первой из них, он ещё в начале боя, сражаясь в простом вооружении, был сражен стрелой, по другой — во время бегства пронзён копьём, пущенным рукой Асбада, предводителя гепидов Нарсеса. Однако обе эти версии сходятся в том, что готские дружинники привезли своего смертельно раненого короля в Капри (современный Капрара ди Гуальдо-Тадино), где он умер и был похоронен. Византийские солдаты, узнав об этом, вскрыли могилу и, удостоверившись, что там лежит труп Тотилы, снова её закопали.